# Обикновено яйчено каури
Обикновените яйчени каури (Ovula ovum) са вид коремоноги от семейство Ovulidae.
Таксонът е описан за пръв път от Карл Линей през 1758 година.